# Harivansh Rai Bachchan

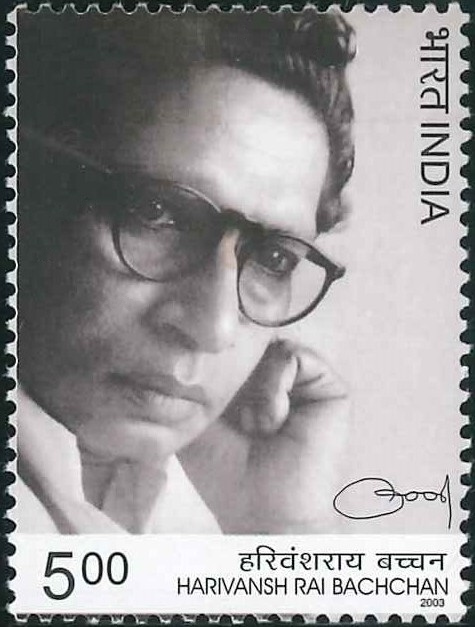
Harivansh Rai Bachchan (auf einer indischen Briefmarke von 2003)

Harivansh Rai Bachchan (Hindi हरिवंश राय बच्चन; geb. Srivastava; * 27. November 1907 in Babupatti, United Provinces of Agra and Oudh, Britisch-Indien (heute: Uttar Pradesh, Indien); † 18. Januar 2003 in Mumbai, Maharashtra, Indien) war ein indischer Dichter und Schriftsteller der Nayi Kavita-Literaturbewegung (romantischer Aufschwung) der Hindi-Literatur des frühen 20. Jahrhunderts. Er war auch ein Dichter des Hindi Kavi Sammelan. Er ist vor allem für sein Frühwerk Madhushala bekannt. Er war der Vater von Amitabh Bachchan und Großvater von Shweta Bachchan und Abhishek Bachchan. Seine Frau Teji Bachchan war eine soziale Aktivistin. 1976 erhielt er den Padma Bhushan für seine Verdienste um die Hindi-Literatur.

## Frühe Jahre
Bachchan wurde in eine Kayastha-Familie geboren. Für seine Hindi-Gedichte begann er das Pseudonym „Bachchan“ (Kind) zu verwenden. Von 1941 bis 1957 lehrte er an der Englischabteilung der University of Allahabad und verbrachte die nächsten zwei Jahre am St Catharine’s College in Cambridge, wo er über William Butler Yeats promovierte.

## Privates
Bachchan heiratete 1926 Shyama, der 1936 an Tuberkulose starb. 1941 heiratete er Teji Suri. Ihr älterer Sohn Amitabh Bachchan wurde am 11. Oktober 1942 geboren, gefolgt von ihrem jüngeren Sohn Ajitabh am 18. Mai 1947.
Er hatte das Pseudonym Bachchan („kindlich“ im umgangssprachlichen Hindi) verwendet, unter dem er alle seine Werke veröffentlichte. Als sie versuchten, ihren älteren Sohn in eine Schule aufzunehmen, entschieden er und Teji, dass der Nachname der Familie Bachchan statt Shrivastava lauten sollte, da beide Elternteile gegen das Kastensystem waren. Somit wurde es zum offiziellen Nachnamen der Familie. Er war eng mit dem Hindi-Schauspieler Prithviraj Kapoor befreundet.

## Schriftsteller
Bachchan sprach fließend mehrere Hindi-Sprachen (Hindustani und Awadhi). Er integrierte ein weitgehend hinduistisches Vokabular, das in Devanagari-Schrift verfasst war. Obwohl er keine persische Schrift lesen konnte, wurde er von persischer und urduischer Poesie beeinflusst, insbesondere von Omar Chayyām.

## Werk

### Gedichte
- Chal Mardane
- Barsaat Ki Aati Hawa
- Tera Haar (तेरा हार) (1932)
- Madhushala (मधुशाला) (1935)
- Madhubala (मधुबाला) (1936)[14]
- Madhukalash (मधुकलश) (1937)
- Raat Aadhi Kheench Kar Meri Hatheli
- Nisha Nimantran (निशा निमंत्रण) (1938)
- Ekaant Sangeet (एकांत संगीत) (1939)
- Aakul Antar (आकुल अंतर) (1943)
- Satarangini (सतरंगिनी) (1945)
- Halaahal (हलाहल) (1946)
- Bengal ka Kaavya (बंगाल का काव्य) (1946)
- Khaadi ke Phool (खादी के फूल) (1948)
- Soot ki Maala (सूत की माला) (1948)
- Milan Yamini (मिलन यामिनी) (1950)
- Pranay Patrika (प्रणय पत्रिका) (1955)
- Dhaar ke idhar udhar (धार के इधर उधर) (1957)
- Aarti aur Angaare (आरती और अंगारे) (1958)
- Buddha aur Naachghar (बुद्ध और नाचघर) (1958)
- Tribhangima (त्रिभंगिमा) (1961)
- Chaar kheme Chaunsath khoonte (चार खेमे चौंसठ खूंटे) (1962)
- Do Chattane (दो चट्टानें) (1965)
- Bahut din beete (बहुत दिन बीते) (1967)
- Kat-ti pratimaaon ki awaaz (कटती प्रतिमाओं की आवाज़) (1968)
- Ubharte pratimaano ke roop (उभरते प्रतिमानों के रूप) (1969)
- Jaal sameta (जाल समेटा) (1973)
- Nirman (निर्माण)
- Aathmaparichai (आत्मपरिचय)
- Ek Geet (एक गीत)
- Bhool gaya hai kyun insaan (भूल गया है क्यों इंसान)
- Agneepath (अग्निपथ)

### Verschiedenes
- Bachpan ke saath kshan bhar (बचपन के साथ क्षण भर) (1934)
- Khaiyyam ki madhushala (खय्याम की मधुशाला) (1938)
- Sopaan (सोपान) (1953)
- Macbeth (मेकबेथ)(1957)
- Jangeet (जनगीता) (1958)
- Omar Khaiyyam ki rubaaiyan (उमर खय्याम की रुबाइयाँ) (1959)
- Kaviyon ke saumya sant: Pant (कवियों के सौम्य संत: पंत) (1960)
- Aaj ke lokpriya Hindi kavi: Sumitranandan Pant (आज के लोकप्रिय हिन्दी कवि: सुमित्रानंदन पंत) (1960)
- Aadhunik kavi: 7 (आधुनिक कवि: ७) (1961)
- Nehru: Raajnaitik jeevanchitra (नेहरू: राजनैतिक जीवनचित्र) (1961)
- Naye puraane jharokhe (नये पुराने झरोखे) (1962)
- Abhinav sopaan (अभिनव सोपान) (1964)
- Chausath roosi kavitaayein (चौसठ रूसी कवितायें) (1964)
- W. B. Yeats and Occultism (1968)
- Markat dweep ka swar (मरकट द्वीप का स्वर) (1968)
- Naagar geet (नागर गीत) (1966)
- Bachpan ke lokpriya geet (बचपन के लोकप्रिय गीत) (1967)
- Hamlet (1969)
- Bhaasha apni bhaav paraaye (भाषा अपनी भाव पराये) (1970)
- Pant ke sau patra (पंत के सौ पत्र) (1970)
- Pravaas ki diary (प्रवास की डायरी) (1971)
- King Lear (1972)
- Tooti Chooti kadiyan (टूटी छूटी कड़ियां) (1973)
- Meri kavitaayi ki aadhi sadi (मेरी कविताई की आधी सदी) (1981)
- So-ham hans (सोहं हंस) (1981)
- Aathve dashak ki pratinidhi shreshth kavitaayein (आठवें दशक की प्रतिनिधी श्रेष्ठ कवितायें) (1982)
- Meri shreshth kavitaayein (मेरी श्रेष्ठ कवितायें) (1984)
- Jo beet gai so Bat gai

### Autobiografie
- Kya bhooloon kya yaad karoon (क्या भूलूं क्या याद करूं) (1969)
- Neerh ka nirmaan phir (नीड़ का निर्माण फिर) (1970)
- Basere se door (बसेरे से दूर) (1977)
- Dashdwaar se sopaan tak (दशद्वार से सोपान तक) (1985), In the Afternoon of Time[15]
- Bachchan rachanavali ke nau khand (बच्चन रचनावली के नौ खण्ड)

## Verwendung seines Werks in Film und Musik
Bachchans Arbeit wurde in Filmen und Musik verwendet. Auszüge aus seinem Werk „Agneepath“ werden im gesamten Film Agneepath aus dem Jahr 1990 mit seinem Sohn Amitabh und später auch im Remake Agneepath aus dem Jahr 2012 mit Hrithik Roshan in der Hauptrolle sowie in der Fernsehserie Ishqbaaz verwendet.

## Wissenswertes

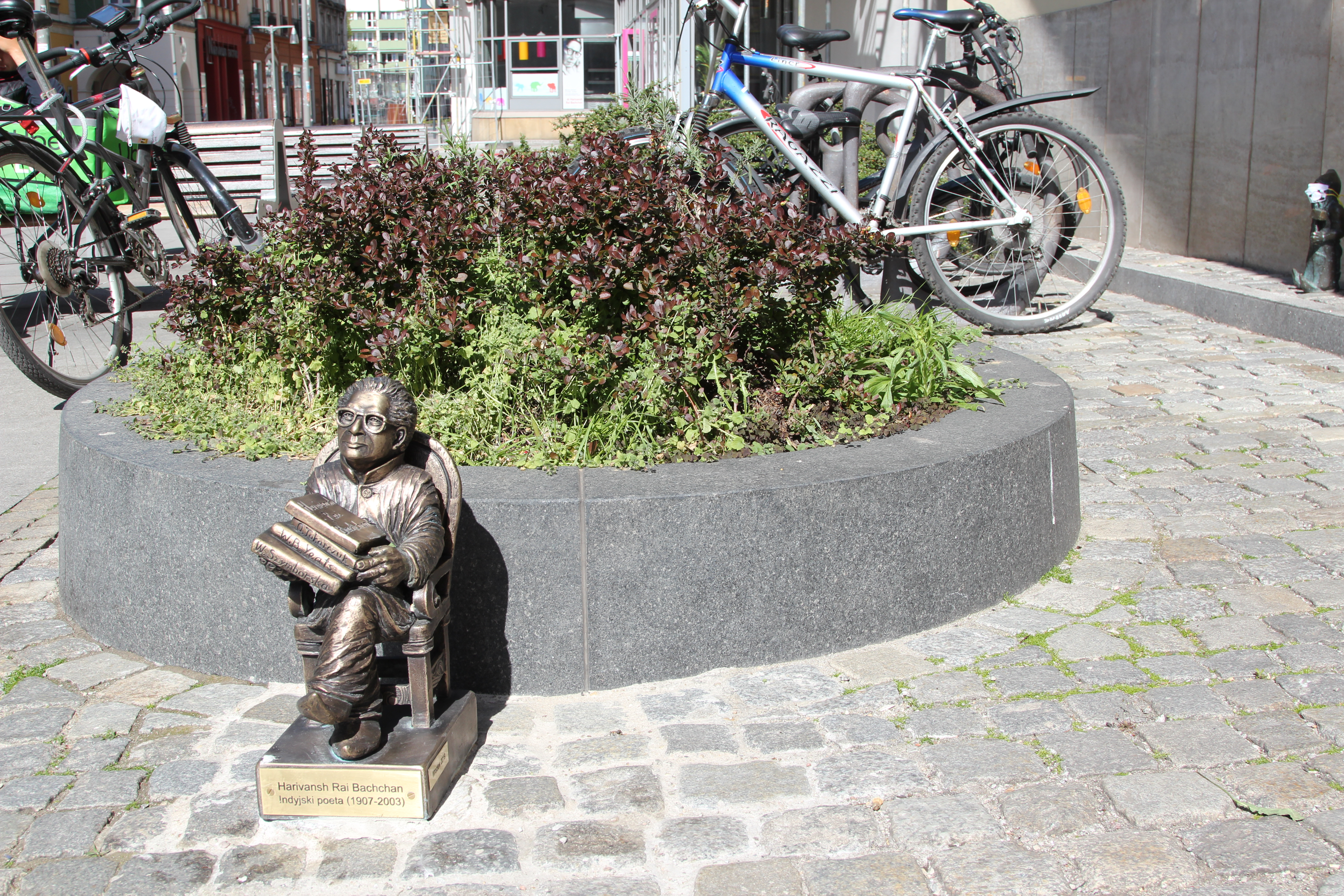
Bachchan als einer der Breslauer Zwerge (2020) – im Hintergrund befindet sich ein nach ihm benanntes Café (sein Abbild befindet sich im Fenster)

2019 wurde ihm zu Ehren in der Altstadt von Breslau in Polen ein Breslauer Zwerg aufgestellt. Die Straße Skwer Harivansha Rai Bachchana im Süden Breslaus wurde nach ihm benannt.